# Liste des communes de la Nièvre
Pour les autres listes de communes françaises, voir Listes des communes de France.
| - La Nièvre en France métropolitaine. - Carte des communes de la Nièvre. |

Cette page liste les 309 communes du département français de la Nièvre au 1er janvier 2025.

## Liste des communes
Le tableau suivant donne la liste des communes au 1er janvier 2025, en précisant leur code Insee, leur code postal principal, leur arrondissement, leur canton, leur intercommunalité, leur superficie, leur population et leur densité, d'après les chiffres de l'Insee issus du recensement 2022,.
| Nom                       | Code Insee | Code postal | Arrondissement         | Canton                              | Intercommunalité                 | Superficie (km2) | Population (dernière pop. légale) | Densité (hab./km2) | Modifier                                    |
| ------------------------- | ---------- | ----------- | ---------------------- | ----------------------------------- | -------------------------------- | ---------------- | --------------------------------- | ------------------ | ------------------------------------------- |
| Nevers (préfecture)       | 58194      | 58000       | Nevers                 | Nevers-1 Nevers-2 Nevers-3 Nevers-4 | CA de Nevers                     | 17,33            | 33 172 (2022)                     | 1 914              | modifier les données · modifier les données |
| Achun                     | 58001      | 58110       | Château-Chinon (Ville) | Château-Chinon                      | CC Bazois Loire Morvan           | 24,51            | 160 (2022)                        | 6,5                | modifier les données · modifier les données |
| Alligny-Cosne             | 58002      | 58200       | Cosne-Cours-sur-Loire  | Cosne-Cours-sur-Loire               | CC Cœur de Loire                 | 34,41            | 922 (2022)                        | 27                 | modifier les données · modifier les données |
| Alligny-en-Morvan         | 58003      | 58230       | Château-Chinon (Ville) | Château-Chinon                      | CC Morvan Sommets et Grands Lacs | 48,85            | 603 (2022)                        | 12                 | modifier les données · modifier les données |
| Alluy                     | 58004      | 58110       | Château-Chinon (Ville) | Château-Chinon                      | CC Bazois Loire Morvan           | 27,44            | 368 (2022)                        | 13                 | modifier les données · modifier les données |
| Amazy                     | 58005      | 58190       | Clamecy                | Clamecy                             | CC Tannay-Brinon-Corbigny        | 13,74            | 214 (2022)                        | 16                 | modifier les données · modifier les données |
| Anlezy                    | 58006      | 58270       | Nevers                 | Guérigny                            | CC Amognes Cœur du Nivernais     | 21,13            | 241 (2022)                        | 11                 | modifier les données · modifier les données |
| Annay                     | 58007      | 58450       | Cosne-Cours-sur-Loire  | Pouilly-sur-Loire                   | CC Cœur de Loire                 | 26,27            | 345 (2022)                        | 13                 | modifier les données · modifier les données |
| Anthien                   | 58008      | 58800       | Clamecy                | Corbigny                            | CC Tannay-Brinon-Corbigny        | 19,68            | 168 (2022)                        | 8,5                | modifier les données · modifier les données |
| Arbourse                  | 58009      | 58350       | Cosne-Cours-sur-Loire  | La Charité-sur-Loire                | CC Les Bertranges                | 9,20             | 123 (2022)                        | 13                 | modifier les données · modifier les données |
| Arleuf                    | 58010      | 58430       | Château-Chinon (Ville) | Château-Chinon                      | CC Morvan Sommets et Grands Lacs | 59,77            | 641 (2022)                        | 11                 | modifier les données · modifier les données |
| Armes                     | 58011      | 58500       | Clamecy                | Clamecy                             | CC Haut Nivernais - Val d'Yonne  | 8,49             | 272 (2022)                        | 32                 | modifier les données · modifier les données |
| Arquian                   | 58012      | 58310       | Cosne-Cours-sur-Loire  | Pouilly-sur-Loire                   | CC de Puisaye-Forterre           | 33,56            | 550 (2022)                        | 16                 | modifier les données · modifier les données |
| Arthel                    | 58013      | 58700       | Cosne-Cours-sur-Loire  | La Charité-sur-Loire                | CC Les Bertranges                | 7,73             | 90 (2022)                         | 12                 | modifier les données · modifier les données |
| Arzembouy                 | 58014      | 58700       | Cosne-Cours-sur-Loire  | La Charité-sur-Loire                | CC Les Bertranges                | 12,85            | 69 (2022)                         | 5,4                | modifier les données · modifier les données |
| Asnan                     | 58015      | 58420       | Clamecy                | Corbigny                            | CC Tannay-Brinon-Corbigny        | 4,77             | 119 (2022)                        | 25                 | modifier les données · modifier les données |
| Asnois                    | 58016      | 58190       | Clamecy                | Clamecy                             | CC Tannay-Brinon-Corbigny        | 5,69             | 140 (2022)                        | 25                 | modifier les données · modifier les données |
| Aunay-en-Bazois           | 58017      | 58110       | Château-Chinon (Ville) | Château-Chinon                      | CC Bazois Loire Morvan           | 45,16            | 228 (2022)                        | 5,0                | modifier les données · modifier les données |
| Authiou                   | 58018      | 58700       | Clamecy                | Corbigny                            | CC Tannay-Brinon-Corbigny        | 7,31             | 40 (2022)                         | 5,5                | modifier les données · modifier les données |
| Avrée                     | 58019      | 58170       | Château-Chinon (Ville) | Luzy                                | CC Bazois Loire Morvan           | 13,03            | 84 (2022)                         | 6,4                | modifier les données · modifier les données |
| Avril-sur-Loire           | 58020      | 58300       | Nevers                 | Saint-Pierre-le-Moûtier             | CC Sud Nivernais                 | 24,86            | 247 (2022)                        | 9,9                | modifier les données · modifier les données |
| Azy-le-Vif                | 58021      | 58240       | Nevers                 | Saint-Pierre-le-Moûtier             | CC du Nivernais Bourbonnais      | 46,90            | 195 (2022)                        | 4,2                | modifier les données · modifier les données |
| Bazoches                  | 58023      | 58190       | Château-Chinon (Ville) | Corbigny                            | CC Morvan Sommets et Grands Lacs | 14,65            | 165 (2022)                        | 11                 | modifier les données · modifier les données |
| Bazolles                  | 58024      | 58110       | Nevers                 | Guérigny                            | CC Amognes Cœur du Nivernais     | 28,57            | 284 (2022)                        | 9,9                | modifier les données · modifier les données |
| Béard                     | 58025      | 58160       | Nevers                 | Imphy                               | CC Sud Nivernais                 | 7,71             | 161 (2022)                        | 21                 | modifier les données · modifier les données |
| Beaulieu                  | 58026      | 58420       | Clamecy                | Corbigny                            | CC Tannay-Brinon-Corbigny        | 15,54            | 143 (2022)                        | 9,2                | modifier les données · modifier les données |
| Beaumont-la-Ferrière      | 58027      | 58700       | Cosne-Cours-sur-Loire  | La Charité-sur-Loire                | CC Les Bertranges                | 28,13            | 119 (2022)                        | 4,2                | modifier les données · modifier les données |
| Beaumont-Sardolles        | 58028      | 58270       | Nevers                 | Guérigny                            | CC Amognes Cœur du Nivernais     | 29,14            | 116 (2022)                        | 4,0                | modifier les données · modifier les données |
| Beuvron                   | 58029      | 58210       | Clamecy                | Corbigny                            | CC Tannay-Brinon-Corbigny        | 9,50             | 86 (2022)                         | 9,1                | modifier les données · modifier les données |
| Biches                    | 58030      | 58110       | Château-Chinon (Ville) | Château-Chinon                      | CC Bazois Loire Morvan           | 24,55            | 254 (2022)                        | 10                 | modifier les données · modifier les données |
| Billy-Chevannes           | 58031      | 58270       | Nevers                 | Guérigny                            | CC Amognes Cœur du Nivernais     | 23,76            | 316 (2022)                        | 13                 | modifier les données · modifier les données |
| Billy-sur-Oisy            | 58032      | 58500       | Clamecy                | Clamecy                             | CC Haut Nivernais - Val d'Yonne  | 26,65            | 367 (2022)                        | 14                 | modifier les données · modifier les données |
| Bitry                     | 58033      | 58310       | Cosne-Cours-sur-Loire  | Pouilly-sur-Loire                   | CC de Puisaye-Forterre           | 17,47            | 311 (2022)                        | 18                 | modifier les données · modifier les données |
| Blismes                   | 58034      | 58120       | Château-Chinon (Ville) | Château-Chinon                      | CC Morvan Sommets et Grands Lacs | 26,89            | 187 (2022)                        | 7,0                | modifier les données · modifier les données |
| Bona                      | 58035      | 58330       | Nevers                 | Guérigny                            | CC Amognes Cœur du Nivernais     | 23,24            | 297 (2022)                        | 13                 | modifier les données · modifier les données |
| Bouhy                     | 58036      | 58310       | Cosne-Cours-sur-Loire  | Pouilly-sur-Loire                   | CC de Puisaye-Forterre           | 36,37            | 427 (2022)                        | 12                 | modifier les données · modifier les données |
| Brassy                    | 58037      | 58140       | Château-Chinon (Ville) | Corbigny                            | CC Morvan Sommets et Grands Lacs | 54,15            | 594 (2022)                        | 11                 | modifier les données · modifier les données |
| Breugnon                  | 58038      | 58460       | Clamecy                | Clamecy                             | CC Haut Nivernais - Val d'Yonne  | 13,35            | 152 (2022)                        | 11                 | modifier les données · modifier les données |
| Brèves                    | 58039      | 58530       | Clamecy                | Clamecy                             | CC Haut Nivernais - Val d'Yonne  | 16,64            | 249 (2022)                        | 15                 | modifier les données · modifier les données |
| Brinay                    | 58040      | 58110       | Château-Chinon (Ville) | Château-Chinon                      | CC Bazois Loire Morvan           | 15,90            | 145 (2022)                        | 9,1                | modifier les données · modifier les données |
| Brinon-sur-Beuvron        | 58041      | 58420       | Clamecy                | Corbigny                            | CC Tannay-Brinon-Corbigny        | 8,06             | 166 (2022)                        | 21                 | modifier les données · modifier les données |
| Bulcy                     | 58042      | 58400       | Cosne-Cours-sur-Loire  | Pouilly-sur-Loire                   | CC Cœur de Loire                 | 8,43             | 144 (2022)                        | 17                 | modifier les données · modifier les données |
| Bussy-la-Pesle            | 58043      | 58420       | Clamecy                | Corbigny                            | CC Tannay-Brinon-Corbigny        | 5,15             | 53 (2022)                         | 10                 | modifier les données · modifier les données |
| La Celle-sur-Loire        | 58044      | 58440       | Cosne-Cours-sur-Loire  | Cosne-Cours-sur-Loire               | CC Cœur de Loire                 | 21,17            | 786 (2022)                        | 37                 | modifier les données · modifier les données |
| La Celle-sur-Nièvre       | 58045      | 58700       | Cosne-Cours-sur-Loire  | La Charité-sur-Loire                | CC Les Bertranges                | 12,95            | 155 (2022)                        | 12                 | modifier les données · modifier les données |
| Cercy-la-Tour             | 58046      | 58340       | Château-Chinon (Ville) | Luzy                                | CC Bazois Loire Morvan           | 45,57            | 1 683 (2022)                      | 37                 | modifier les données · modifier les données |
| Cervon                    | 58047      | 58800       | Clamecy                | Corbigny                            | CC Tannay-Brinon-Corbigny        | 54,06            | 594 (2022)                        | 11                 | modifier les données · modifier les données |
| Cessy-les-Bois            | 58048      | 58220       | Cosne-Cours-sur-Loire  | Pouilly-sur-Loire                   | CC Cœur de Loire                 | 17,49            | 114 (2022)                        | 6,5                | modifier les données · modifier les données |
| Chalaux                   | 58049      | 58140       | Château-Chinon (Ville) | Corbigny                            | CC Morvan Sommets et Grands Lacs | 10,19            | 83 (2022)                         | 8,1                | modifier les données · modifier les données |
| Challement                | 58050      | 58420       | Clamecy                | Corbigny                            | CC Tannay-Brinon-Corbigny        | 9,52             | 45 (2022)                         | 4,7                | modifier les données · modifier les données |
| Challuy                   | 58051      | 58000       | Nevers                 | Nevers-3                            | CA de Nevers                     | 18,89            | 1 468 (2022)                      | 78                 | modifier les données · modifier les données |
| Champallement             | 58052      | 58420       | Clamecy                | Corbigny                            | CC Tannay-Brinon-Corbigny        | 8,07             | 55 (2022)                         | 6,8                | modifier les données · modifier les données |
| Champlemy                 | 58053      | 58210       | Cosne-Cours-sur-Loire  | La Charité-sur-Loire                | CC Les Bertranges                | 36,82            | 326 (2022)                        | 8,9                | modifier les données · modifier les données |
| Champlin                  | 58054      | 58700       | Clamecy                | La Charité-sur-Loire                | CC Tannay-Brinon-Corbigny        | 7,91             | 42 (2022)                         | 5,3                | modifier les données · modifier les données |
| Champvert                 | 58055      | 58300       | Nevers                 | Decize                              | CC Sud Nivernais                 | 46,12            | 744 (2022)                        | 16                 | modifier les données · modifier les données |
| Champvoux                 | 58056      | 58400       | Cosne-Cours-sur-Loire  | La Charité-sur-Loire                | CC Les Bertranges                | 10,67            | 285 (2022)                        | 27                 | modifier les données · modifier les données |
| Chantenay-Saint-Imbert    | 58057      | 58240       | Nevers                 | Saint-Pierre-le-Moûtier             | CC du Nivernais Bourbonnais      | 41,69            | 1 090 (2022)                      | 26                 | modifier les données · modifier les données |
| La Chapelle-Saint-André   | 58058      | 58210       | Clamecy                | Clamecy                             | CC Haut Nivernais - Val d'Yonne  | 27,15            | 305 (2022)                        | 11                 | modifier les données · modifier les données |
| La Charité-sur-Loire      | 58059      | 58400       | Cosne-Cours-sur-Loire  | La Charité-sur-Loire                | CC Les Bertranges                | 15,78            | 4 701 (2022)                      | 298                | modifier les données · modifier les données |
| Charrin                   | 58060      | 58300       | Château-Chinon (Ville) | Luzy                                | CC Bazois Loire Morvan           | 26,30            | 606 (2022)                        | 23                 | modifier les données · modifier les données |
| Chasnay                   | 58061      | 58350       | Cosne-Cours-sur-Loire  | La Charité-sur-Loire                | CC Les Bertranges                | 11,76            | 128 (2022)                        | 11                 | modifier les données · modifier les données |
| Château-Chinon            | 58063      | 58120       | Château-Chinon (Ville) | Château-Chinon                      | CC Morvan Sommets et Grands Lacs | 28,39            | 555 (2022)                        | 20                 | modifier les données · modifier les données |
| Château-Chinon            | 58062      | 58120       | Château-Chinon (Ville) | Château-Chinon                      | CC Morvan Sommets et Grands Lacs | 4,28             | 1 857 (2022)                      | 434                | modifier les données · modifier les données |
| Châteauneuf-Val-de-Bargis | 58064      | 58350       | Cosne-Cours-sur-Loire  | Pouilly-sur-Loire                   | CC Cœur de Loire                 | 47,56            | 479 (2022)                        | 10                 | modifier les données · modifier les données |
| Châtillon-en-Bazois       | 58065      | 58110       | Château-Chinon (Ville) | Château-Chinon                      | CC Bazois Loire Morvan           | 19,26            | 835 (2022)                        | 43                 | modifier les données · modifier les données |
| Châtin                    | 58066      | 58120       | Château-Chinon (Ville) | Château-Chinon                      | CC Morvan Sommets et Grands Lacs | 12,99            | 83 (2022)                         | 6,4                | modifier les données · modifier les données |
| Chaulgnes                 | 58067      | 58400       | Cosne-Cours-sur-Loire  | La Charité-sur-Loire                | CC Les Bertranges                | 25,10            | 1 503 (2022)                      | 60                 | modifier les données · modifier les données |
| Chaumard                  | 58068      | 58120       | Château-Chinon (Ville) | Château-Chinon                      | CC Morvan Sommets et Grands Lacs | 16,15            | 196 (2022)                        | 12                 | modifier les données · modifier les données |
| Chaumot                   | 58069      | 58800       | Clamecy                | Corbigny                            | CC Tannay-Brinon-Corbigny        | 7,69             | 164 (2022)                        | 21                 | modifier les données · modifier les données |
| Chazeuil                  | 58070      | 58700       | Clamecy                | Corbigny                            | CC Tannay-Brinon-Corbigny        | 4,61             | 61 (2022)                         | 13                 | modifier les données · modifier les données |
| Chevannes-Changy          | 58071      | 58420       | Clamecy                | Corbigny                            | CC Tannay-Brinon-Corbigny        | 18,92            | 136 (2022)                        | 7,2                | modifier les données · modifier les données |
| Chevenon                  | 58072      | 58160       | Nevers                 | Saint-Pierre-le-Moûtier             | CC Loire et Allier               | 32,94            | 632 (2022)                        | 19                 | modifier les données · modifier les données |
| Chevroches                | 58073      | 58500       | Clamecy                | Clamecy                             | CC Haut Nivernais - Val d'Yonne  | 3,21             | 114 (2022)                        | 36                 | modifier les données · modifier les données |
| Chiddes                   | 58074      | 58170       | Château-Chinon (Ville) | Luzy                                | CC Bazois Loire Morvan           | 26,04            | 353 (2022)                        | 14                 | modifier les données · modifier les données |
| Chitry-les-Mines          | 58075      | 58800       | Clamecy                | Corbigny                            | CC Tannay-Brinon-Corbigny        | 6,19             | 218 (2022)                        | 35                 | modifier les données · modifier les données |
| Chougny                   | 58076      | 58110       | Château-Chinon (Ville) | Château-Chinon                      | CC Bazois Loire Morvan           | 14,87            | 84 (2022)                         | 5,6                | modifier les données · modifier les données |
| Ciez                      | 58077      | 58220       | Cosne-Cours-sur-Loire  | Pouilly-sur-Loire                   | CC Cœur de Loire                 | 28,34            | 376 (2022)                        | 13                 | modifier les données · modifier les données |
| Cizely                    | 58078      | 58270       | Nevers                 | Guérigny                            | CC Amognes Cœur du Nivernais     | 7,10             | 52 (2022)                         | 7,3                | modifier les données · modifier les données |
| Clamecy                   | 58079      | 58500       | Clamecy                | Clamecy                             | CC Haut Nivernais - Val d'Yonne  | 30,26            | 3 597 (2022)                      | 119                | modifier les données · modifier les données |
| La Collancelle            | 58080      | 58800       | Clamecy                | Corbigny                            | CC Tannay-Brinon-Corbigny        | 21,95            | 161 (2022)                        | 7,3                | modifier les données · modifier les données |
| Colméry                   | 58081      | 58350       | Cosne-Cours-sur-Loire  | Pouilly-sur-Loire                   | CC Cœur de Loire                 | 24,17            | 269 (2022)                        | 11                 | modifier les données · modifier les données |
| Corancy                   | 58082      | 58120       | Château-Chinon (Ville) | Château-Chinon                      | CC Morvan Sommets et Grands Lacs | 30,15            | 281 (2022)                        | 9,3                | modifier les données · modifier les données |
| Corbigny                  | 58083      | 58800       | Clamecy                | Corbigny                            | CC Tannay-Brinon-Corbigny        | 20,06            | 1 330 (2022)                      | 66                 | modifier les données · modifier les données |
| Corvol-d'Embernard        | 58084      | 58210       | Clamecy                | Corbigny                            | CC Tannay-Brinon-Corbigny        | 9,86             | 116 (2022)                        | 12                 | modifier les données · modifier les données |
| Corvol-l'Orgueilleux      | 58085      | 58460       | Clamecy                | Clamecy                             | CC Haut Nivernais - Val d'Yonne  | 30,22            | 725 (2022)                        | 24                 | modifier les données · modifier les données |
| Cosne-Cours-sur-Loire     | 58086      | 58200       | Cosne-Cours-sur-Loire  | Cosne-Cours-sur-Loire               | CC Cœur de Loire                 | 53,30            | 9 786 (2022)                      | 184                | modifier les données · modifier les données |
| Cossaye                   | 58087      | 58300       | Nevers                 | Decize                              | CC Sud Nivernais                 | 51,17            | 657 (2022)                        | 13                 | modifier les données · modifier les données |
| Coulanges-lès-Nevers      | 58088      | 58660       | Nevers                 | Nevers-1                            | CA de Nevers                     | 10,80            | 3 678 (2022)                      | 341                | modifier les données · modifier les données |
| Couloutre                 | 58089      | 58220       | Cosne-Cours-sur-Loire  | Pouilly-sur-Loire                   | CC Cœur de Loire                 | 21,03            | 220 (2022)                        | 10                 | modifier les données · modifier les données |
| Courcelles                | 58090      | 58210       | Clamecy                | Clamecy                             | CC Haut Nivernais - Val d'Yonne  | 9,56             | 228 (2022)                        | 24                 | modifier les données · modifier les données |
| Crux-la-Ville             | 58092      | 58330       | Nevers                 | Guérigny                            | CC Amognes Cœur du Nivernais     | 45,56            | 399 (2022)                        | 8,8                | modifier les données · modifier les données |
| Cuncy-lès-Varzy           | 58093      | 58210       | Clamecy                | Clamecy                             | CC Haut Nivernais - Val d'Yonne  | 15,24            | 122 (2022)                        | 8,0                | modifier les données · modifier les données |
| Dampierre-sous-Bouhy      | 58094      | 58310       | Cosne-Cours-sur-Loire  | Pouilly-sur-Loire                   | CC de Puisaye-Forterre           | 26,90            | 456 (2022)                        | 17                 | modifier les données · modifier les données |
| Decize                    | 58095      | 58300       | Nevers                 | Decize                              | CC Sud Nivernais                 | 48,22            | 5 025 (2022)                      | 104                | modifier les données · modifier les données |
| Devay                     | 58096      | 58300       | Nevers                 | Decize                              | CC Sud Nivernais                 | 12,08            | 472 (2022)                        | 39                 | modifier les données · modifier les données |
| Diennes-Aubigny           | 58097      | 58340       | Nevers                 | Guérigny                            | CC Amognes Cœur du Nivernais     | 36,89            | 91 (2022)                         | 2,5                | modifier les données · modifier les données |
| Dirol                     | 58098      | 58190       | Clamecy                | Clamecy                             | CC Tannay-Brinon-Corbigny        | 9,48             | 106 (2022)                        | 11                 | modifier les données · modifier les données |
| Dommartin                 | 58099      | 58120       | Château-Chinon (Ville) | Château-Chinon                      | CC Morvan Sommets et Grands Lacs | 13,46            | 156 (2022)                        | 12                 | modifier les données · modifier les données |
| Dompierre-sur-Nièvre      | 58101      | 58350       | Cosne-Cours-sur-Loire  | La Charité-sur-Loire                | CC Les Bertranges                | 18,60            | 183 (2022)                        | 9,8                | modifier les données · modifier les données |
| Donzy                     | 58102      | 58220       | Cosne-Cours-sur-Loire  | Pouilly-sur-Loire                   | CC Cœur de Loire                 | 63,18            | 1 542 (2022)                      | 24                 | modifier les données · modifier les données |
| Dornecy                   | 58103      | 58530       | Clamecy                | Clamecy                             | CC Haut Nivernais - Val d'Yonne  | 17,35            | 457 (2022)                        | 26                 | modifier les données · modifier les données |
| Dornes                    | 58104      | 58390       | Nevers                 | Saint-Pierre-le-Moûtier             | CA Moulins Communauté            | 39,49            | 1 458 (2022)                      | 37                 | modifier les données · modifier les données |
| Druy-Parigny              | 58105      | 58160       | Nevers                 | Imphy                               | CC Sud Nivernais                 | 25,12            | 303 (2022)                        | 12                 | modifier les données · modifier les données |
| Dun-les-Places            | 58106      | 58230       | Château-Chinon (Ville) | Corbigny                            | CC Morvan Sommets et Grands Lacs | 45,10            | 362 (2022)                        | 8,0                | modifier les données · modifier les données |
| Dun-sur-Grandry           | 58107      | 58110       | Château-Chinon (Ville) | Château-Chinon                      | CC Bazois Loire Morvan           | 11,91            | 148 (2022)                        | 12                 | modifier les données · modifier les données |
| Empury                    | 58108      | 58140       | Château-Chinon (Ville) | Corbigny                            | CC Morvan Sommets et Grands Lacs | 11,79            | 77 (2022)                         | 6,5                | modifier les données · modifier les données |
| Entrains-sur-Nohain       | 58109      | 58410       | Clamecy                | Clamecy                             | CC Haut Nivernais - Val d'Yonne  | 58,73            | 738 (2022)                        | 13                 | modifier les données · modifier les données |
| Epiry                     | 58110      | 58800       | Clamecy                | Corbigny                            | CC Tannay-Brinon-Corbigny        | 12,13            | 227 (2022)                        | 19                 | modifier les données · modifier les données |
| Fâchin                    | 58111      | 58430       | Château-Chinon (Ville) | Château-Chinon                      | CC Morvan Sommets et Grands Lacs | 13,88            | 105 (2022)                        | 7,6                | modifier les données · modifier les données |
| La Fermeté                | 58112      | 58160       | Nevers                 | Guérigny                            | CC Sud Nivernais                 | 36,02            | 622 (2022)                        | 17                 | modifier les données · modifier les données |
| Fertrève                  | 58113      | 58270       | Nevers                 | Guérigny                            | CC Amognes Cœur du Nivernais     | 24,43            | 92 (2022)                         | 3,8                | modifier les données · modifier les données |
| Fléty                     | 58114      | 58170       | Château-Chinon (Ville) | Luzy                                | CC Bazois Loire Morvan           | 20,06            | 90 (2022)                         | 4,5                | modifier les données · modifier les données |
| Fleury-sur-Loire          | 58115      | 58240       | Nevers                 | Saint-Pierre-le-Moûtier             | CC Sud Nivernais                 | 19,74            | 228 (2022)                        | 12                 | modifier les données · modifier les données |
| Flez-Cuzy                 | 58116      | 58190       | Clamecy                | Clamecy                             | CC Tannay-Brinon-Corbigny        | 5,92             | 133 (2022)                        | 22                 | modifier les données · modifier les données |
| Fourchambault             | 58117      | 58600       | Nevers                 | Fourchambault                       | CA de Nevers                     | 4,55             | 4 019 (2022)                      | 883                | modifier les données · modifier les données |
| Fours                     | 58118      | 58250       | Château-Chinon (Ville) | Luzy                                | CC Bazois Loire Morvan           | 25,53            | 602 (2022)                        | 24                 | modifier les données · modifier les données |
| Frasnay-Reugny            | 58119      | 58270       | Nevers                 | Guérigny                            | CC Amognes Cœur du Nivernais     | 13,62            | 80 (2022)                         | 5,9                | modifier les données · modifier les données |
| Gâcogne                   | 58120      | 58140       | Clamecy                | Corbigny                            | CC Tannay-Brinon-Corbigny        | 25,21            | 209 (2022)                        | 8,3                | modifier les données · modifier les données |
| Garchizy                  | 58121      | 58600       | Nevers                 | Fourchambault                       | CA de Nevers                     | 16,42            | 3 666 (2022)                      | 223                | modifier les données · modifier les données |
| Garchy                    | 58122      | 58150       | Cosne-Cours-sur-Loire  | Pouilly-sur-Loire                   | CC Cœur de Loire                 | 21,18            | 427 (2022)                        | 20                 | modifier les données · modifier les données |
| Germenay                  | 58123      | 58800       | Clamecy                | Corbigny                            | CC Tannay-Brinon-Corbigny        | 12,91            | 120 (2022)                        | 9,3                | modifier les données · modifier les données |
| Germigny-sur-Loire        | 58124      | 58320       | Nevers                 | Fourchambault                       | CA de Nevers                     | 18,78            | 748 (2022)                        | 40                 | modifier les données · modifier les données |
| Gien-sur-Cure             | 58125      | 58230       | Château-Chinon (Ville) | Château-Chinon                      | CC Morvan Sommets et Grands Lacs | 11,04            | 90 (2022)                         | 8,2                | modifier les données · modifier les données |
| Gimouille                 | 58126      | 58470       | Nevers                 | Nevers-3                            | CA de Nevers                     | 14,26            | 414 (2022)                        | 29                 | modifier les données · modifier les données |
| Giry                      | 58127      | 58700       | Cosne-Cours-sur-Loire  | La Charité-sur-Loire                | CC Les Bertranges                | 23,78            | 188 (2022)                        | 7,9                | modifier les données · modifier les données |
| Glux-en-Glenne            | 58128      | 58370       | Château-Chinon (Ville) | Château-Chinon                      | CC Morvan Sommets et Grands Lacs | 22,06            | 87 (2022)                         | 3,9                | modifier les données · modifier les données |
| Gouloux                   | 58129      | 58230       | Château-Chinon (Ville) | Château-Chinon                      | CC Morvan Sommets et Grands Lacs | 21,94            | 161 (2022)                        | 7,3                | modifier les données · modifier les données |
| Grenois                   | 58130      | 58420       | Clamecy                | Corbigny                            | CC Tannay-Brinon-Corbigny        | 14,50            | 93 (2022)                         | 6,4                | modifier les données · modifier les données |
| Guérigny                  | 58131      | 58130       | Nevers                 | Guérigny                            | CC Les Bertranges                | 7,29             | 2 512 (2022)                      | 345                | modifier les données · modifier les données |
| Guipy                     | 58132      | 58420       | Clamecy                | Corbigny                            | CC Tannay-Brinon-Corbigny        | 18,36            | 226 (2022)                        | 12                 | modifier les données · modifier les données |
| Héry                      | 58133      | 58800       | Clamecy                | Corbigny                            | CC Tannay-Brinon-Corbigny        | 7,72             | 73 (2022)                         | 9,5                | modifier les données · modifier les données |
| Imphy                     | 58134      | 58160       | Nevers                 | Imphy                               | CC Sud Nivernais                 | 16,62            | 3 175 (2022)                      | 191                | modifier les données · modifier les données |
| Isenay                    | 58135      | 58290       | Château-Chinon (Ville) | Luzy                                | CC Bazois Loire Morvan           | 20,17            | 102 (2022)                        | 5,1                | modifier les données · modifier les données |
| Jailly                    | 58136      | 58330       | Nevers                 | Guérigny                            | CC Amognes Cœur du Nivernais     | 10,74            | 67 (2022)                         | 6,2                | modifier les données · modifier les données |
| Lamenay-sur-Loire         | 58137      | 58300       | Nevers                 | Decize                              | CC Sud Nivernais                 | 11,53            | 68 (2022)                         | 5,9                | modifier les données · modifier les données |
| Langeron                  | 58138      | 58240       | Nevers                 | Saint-Pierre-le-Moûtier             | CC du Nivernais Bourbonnais      | 20,26            | 343 (2022)                        | 17                 | modifier les données · modifier les données |
| Lanty                     | 58139      | 58250       | Château-Chinon (Ville) | Luzy                                | CC Bazois Loire Morvan           | 12,06            | 122 (2022)                        | 10                 | modifier les données · modifier les données |
| Larochemillay             | 58140      | 58370       | Château-Chinon (Ville) | Luzy                                | CC Bazois Loire Morvan           | 41,15            | 228 (2022)                        | 5,5                | modifier les données · modifier les données |
| Lavault-de-Frétoy         | 58141      | 58230       | Château-Chinon (Ville) | Château-Chinon                      | CC Morvan Sommets et Grands Lacs | 15,27            | 69 (2022)                         | 4,5                | modifier les données · modifier les données |
| Limanton                  | 58142      | 58290       | Château-Chinon (Ville) | Château-Chinon                      | CC Bazois Loire Morvan           | 46,93            | 241 (2022)                        | 5,1                | modifier les données · modifier les données |
| Limon                     | 58143      | 58270       | Nevers                 | Guérigny                            | CC Amognes Cœur du Nivernais     | 8,04             | 145 (2022)                        | 18                 | modifier les données · modifier les données |
| Livry                     | 58144      | 58240       | Nevers                 | Saint-Pierre-le-Moûtier             | CC du Nivernais Bourbonnais      | 27,62            | 646 (2022)                        | 23                 | modifier les données · modifier les données |
| Lormes                    | 58145      | 58140       | Château-Chinon (Ville) | Corbigny                            | CC Morvan Sommets et Grands Lacs | 51,71            | 1 259 (2022)                      | 24                 | modifier les données · modifier les données |
| Lucenay-lès-Aix           | 58146      | 58380       | Nevers                 | Decize                              | CC Sud Nivernais                 | 55,05            | 951 (2022)                        | 17                 | modifier les données · modifier les données |
| Lurcy-le-Bourg            | 58147      | 58700       | Cosne-Cours-sur-Loire  | La Charité-sur-Loire                | CC Les Bertranges                | 22,58            | 274 (2022)                        | 12                 | modifier les données · modifier les données |
| Luthenay-Uxeloup          | 58148      | 58240       | Nevers                 | Saint-Pierre-le-Moûtier             | CC du Nivernais Bourbonnais      | 37,69            | 607 (2022)                        | 16                 | modifier les données · modifier les données |
| Luzy                      | 58149      | 58170       | Château-Chinon (Ville) | Luzy                                | CC Bazois Loire Morvan           | 41,67            | 1 983 (2022)                      | 48                 | modifier les données · modifier les données |
| Lys                       | 58150      | 58190       | Clamecy                | Clamecy                             | CC Tannay-Brinon-Corbigny        | 10,67            | 105 (2022)                        | 9,8                | modifier les données · modifier les données |
| La Machine                | 58151      | 58260       | Nevers                 | Imphy                               | CC Sud Nivernais                 | 17,95            | 3 213 (2022)                      | 179                | modifier les données · modifier les données |
| Magny-Cours               | 58152      | 58470       | Nevers                 | Nevers-2                            | CC Loire et Allier               | 31,87            | 1 417 (2022)                      | 44                 | modifier les données · modifier les données |
| Magny-Lormes              | 58153      | 58800       | Clamecy                | Corbigny                            | CC Tannay-Brinon-Corbigny        | 8,35             | 68 (2022)                         | 8,1                | modifier les données · modifier les données |
| La Maison-Dieu            | 58154      | 58190       | Clamecy                | Clamecy                             | CC Tannay-Brinon-Corbigny        | 13,82            | 113 (2022)                        | 8,2                | modifier les données · modifier les données |
| La Marche (Nièvre)        | ????       |             |                        |                                     |                                  |                  |                                   |                    |                                             |
| Marcy                     | 58156      | 58210       | Clamecy                | Clamecy                             | CC Haut Nivernais - Val d'Yonne  | 14,31            | 139 (2022)                        | 9,7                | modifier les données · modifier les données |
| Marigny-l'Église          | 58157      | 58140       | Château-Chinon (Ville) | Corbigny                            | CC Morvan Sommets et Grands Lacs | 38,80            | 276 (2022)                        | 7,1                | modifier les données · modifier les données |
| Marigny-sur-Yonne         | 58159      | 58800       | Clamecy                | Corbigny                            | CC Tannay-Brinon-Corbigny        | 11,10            | 191 (2022)                        | 17                 | modifier les données · modifier les données |
| Mars-sur-Allier           | 58158      | 58240       | Nevers                 | Saint-Pierre-le-Moûtier             | CC Loire et Allier               | 20,93            | 300 (2022)                        | 14                 | modifier les données · modifier les données |
| Marzy                     | 58160      | 58180       | Nevers                 | Fourchambault                       | CA de Nevers                     | 24,41            | 3 650 (2022)                      | 150                | modifier les données · modifier les données |
| Maux                      | 58161      | 58290       | Château-Chinon (Ville) | Luzy                                | CC Bazois Loire Morvan           | 22,60            | 146 (2022)                        | 6,5                | modifier les données · modifier les données |
| Menestreau                | 58162      | 58410       | Cosne-Cours-sur-Loire  | Pouilly-sur-Loire                   | CC Cœur de Loire                 | 19,49            | 96 (2022)                         | 4,9                | modifier les données · modifier les données |
| Menou                     | 58163      | 58210       | Clamecy                | Clamecy                             | CC Haut Nivernais - Val d'Yonne  | 17,41            | 182 (2022)                        | 10                 | modifier les données · modifier les données |
| Mesves-sur-Loire          | 58164      | 58400       | Cosne-Cours-sur-Loire  | Pouilly-sur-Loire                   | CC Cœur de Loire                 | 18,64            | 656 (2022)                        | 35                 | modifier les données · modifier les données |
| Metz-le-Comte             | 58165      | 58190       | Clamecy                | Clamecy                             | CC Tannay-Brinon-Corbigny        | 14,37            | 178 (2022)                        | 12                 | modifier les données · modifier les données |
| Mhère                     | 58166      | 58140       | Clamecy                | Corbigny                            | CC Tannay-Brinon-Corbigny        | 25,25            | 229 (2022)                        | 9,1                | modifier les données · modifier les données |
| Millay                    | 58168      | 58170       | Château-Chinon (Ville) | Luzy                                | CC Bazois Loire Morvan           | 37,55            | 439 (2022)                        | 12                 | modifier les données · modifier les données |
| Moissy-Moulinot           | 58169      | 58190       | Clamecy                | Clamecy                             | CC Tannay-Brinon-Corbigny        | 2,81             | 13 (2022)                         | 4,6                | modifier les données · modifier les données |
| Monceaux-le-Comte         | 58170      | 58190       | Clamecy                | Clamecy                             | CC Tannay-Brinon-Corbigny        | 3,28             | 126 (2022)                        | 38                 | modifier les données · modifier les données |
| Mont-et-Marré             | 58175      | 58110       | Château-Chinon (Ville) | Château-Chinon                      | CC Bazois Loire Morvan           | 18,00            | 152 (2022)                        | 8,4                | modifier les données · modifier les données |
| Montambert                | 58172      | 58250       | Château-Chinon (Ville) | Luzy                                | CC Bazois Loire Morvan           | 25,97            | 116 (2022)                        | 4,5                | modifier les données · modifier les données |
| Montapas                  | 58171      | 58110       | Château-Chinon (Ville) | Château-Chinon                      | CC Bazois Loire Morvan           | 23,48            | 275 (2022)                        | 12                 | modifier les données · modifier les données |
| Montaron                  | 58173      | 58250       | Château-Chinon (Ville) | Luzy                                | CC Bazois Loire Morvan           | 33,40            | 159 (2022)                        | 4,8                | modifier les données · modifier les données |
| Montenoison               | 58174      | 58700       | Cosne-Cours-sur-Loire  | La Charité-sur-Loire                | CC Les Bertranges                | 16,73            | 124 (2022)                        | 7,4                | modifier les données · modifier les données |
| Montigny-aux-Amognes      | 58176      | 58130       | Nevers                 | Guérigny                            | CC Amognes Cœur du Nivernais     | 25,17            | 632 (2022)                        | 25                 | modifier les données · modifier les données |
| Montigny-en-Morvan        | 58177      | 58120       | Château-Chinon (Ville) | Château-Chinon                      | CC Morvan Sommets et Grands Lacs | 20,09            | 297 (2022)                        | 15                 | modifier les données · modifier les données |
| Montigny-sur-Canne        | 58178      | 58340       | Château-Chinon (Ville) | Luzy                                | CC Bazois Loire Morvan           | 30,36            | 154 (2022)                        | 5,1                | modifier les données · modifier les données |
| Montreuillon              | 58179      | 58800       | Clamecy                | Château-Chinon                      | CC Tannay-Brinon-Corbigny        | 35,55            | 248 (2022)                        | 7,0                | modifier les données · modifier les données |
| Montsauche-les-Settons    | 58180      | 58230       | Château-Chinon (Ville) | Château-Chinon                      | CC Morvan Sommets et Grands Lacs | 44,30            | 497 (2022)                        | 11                 | modifier les données · modifier les données |
| Moraches                  | 58181      | 58420       | Clamecy                | Corbigny                            | CC Tannay-Brinon-Corbigny        | 14,90            | 130 (2022)                        | 8,7                | modifier les données · modifier les données |
| Moulins-Engilbert         | 58182      | 58290       | Château-Chinon (Ville) | Luzy                                | CC Bazois Loire Morvan           | 40,76            | 1 354 (2022)                      | 33                 | modifier les données · modifier les données |
| Mouron-sur-Yonne          | 58183      | 58800       | Clamecy                | Corbigny                            | CC Tannay-Brinon-Corbigny        | 10,76            | 88 (2022)                         | 8,2                | modifier les données · modifier les données |
| Moussy                    | 58184      | 58700       | Cosne-Cours-sur-Loire  | La Charité-sur-Loire                | CC Les Bertranges                | 11,97            | 108 (2022)                        | 9,0                | modifier les données · modifier les données |
| Moux-en-Morvan            | 58185      | 58230       | Château-Chinon (Ville) | Château-Chinon                      | CC Morvan Sommets et Grands Lacs | 42,51            | 534 (2022)                        | 13                 | modifier les données · modifier les données |
| Murlin                    | 58186      | 58700       | Cosne-Cours-sur-Loire  | La Charité-sur-Loire                | CC Les Bertranges                | 15,09            | 57 (2022)                         | 3,8                | modifier les données · modifier les données |
| Myennes                   | 58187      | 58440       | Cosne-Cours-sur-Loire  | Cosne-Cours-sur-Loire               | CC Cœur de Loire                 | 7,40             | 536 (2022)                        | 72                 | modifier les données · modifier les données |
| Nannay                    | 58188      | 58350       | Cosne-Cours-sur-Loire  | La Charité-sur-Loire                | CC Les Bertranges                | 11,44            | 111 (2022)                        | 9,7                | modifier les données · modifier les données |
| Narcy                     | 58189      | 58400       | Cosne-Cours-sur-Loire  | La Charité-sur-Loire                | CC Les Bertranges                | 29,14            | 467 (2022)                        | 16                 | modifier les données · modifier les données |
| Neuffontaines             | 58190      | 58190       | Clamecy                | Clamecy                             | CC Tannay-Brinon-Corbigny        | 14,34            | 93 (2022)                         | 6,5                | modifier les données · modifier les données |
| Neuilly                   | 58191      | 58420       | Clamecy                | Corbigny                            | CC Tannay-Brinon-Corbigny        | 13,92            | 109 (2022)                        | 7,8                | modifier les données · modifier les données |
| Neuville-lès-Decize       | 58192      | 58300       | Nevers                 | Saint-Pierre-le-Moûtier             | CC du Nivernais Bourbonnais      | 26,74            | 211 (2022)                        | 7,9                | modifier les données · modifier les données |
| Neuvy-sur-Loire           | 58193      | 58450       | Cosne-Cours-sur-Loire  | Pouilly-sur-Loire                   | CC Cœur de Loire                 | 21,31            | 1 428 (2022)                      | 67                 | modifier les données · modifier les données |
| La Nocle-Maulaix          | 58195      | 58250       | Château-Chinon (Ville) | Luzy                                | CC Bazois Loire Morvan           | 32,66            | 270 (2022)                        | 8,3                | modifier les données · modifier les données |
| Nolay                     | 58196      | 58700       | Nevers                 | Guérigny                            | CC Amognes Cœur du Nivernais     | 43,04            | 346 (2022)                        | 8,0                | modifier les données · modifier les données |
| Nuars                     | 58197      | 58190       | Clamecy                | Clamecy                             | CC Tannay-Brinon-Corbigny        | 15,60            | 169 (2022)                        | 11                 | modifier les données · modifier les données |
| Oisy                      | 58198      | 58500       | Clamecy                | Clamecy                             | CC Haut Nivernais - Val d'Yonne  | 17,50            | 304 (2022)                        | 17                 | modifier les données · modifier les données |
| Onlay                     | 58199      | 58370       | Château-Chinon (Ville) | Château-Chinon                      | CC Morvan Sommets et Grands Lacs | 19,54            | 162 (2022)                        | 8,3                | modifier les données · modifier les données |
| Ouagne                    | 58200      | 58500       | Clamecy                | Clamecy                             | CC Haut Nivernais - Val d'Yonne  | 11,72            | 148 (2022)                        | 13                 | modifier les données · modifier les données |
| Oudan                     | 58201      | 58210       | Clamecy                | Clamecy                             | CC Haut Nivernais - Val d'Yonne  | 20,11            | 138 (2022)                        | 6,9                | modifier les données · modifier les données |
| Ougny                     | 58202      | 58110       | Château-Chinon (Ville) | Château-Chinon                      | CC Bazois Loire Morvan           | 8,17             | 27 (2022)                         | 3,3                | modifier les données · modifier les données |
| Oulon                     | 58203      | 58700       | Cosne-Cours-sur-Loire  | La Charité-sur-Loire                | CC Les Bertranges                | 10,99            | 64 (2022)                         | 5,8                | modifier les données · modifier les données |
| Ouroux-en-Morvan          | 58205      | 58230       | Château-Chinon (Ville) | Château-Chinon                      | CC Morvan Sommets et Grands Lacs | 60,56            | 596 (2022)                        | 9,8                | modifier les données · modifier les données |
| Parigny-la-Rose           | 58206      | 58210       | Clamecy                | Clamecy                             | CC Haut Nivernais - Val d'Yonne  | 8,77             | 33 (2022)                         | 3,8                | modifier les données · modifier les données |
| Parigny-les-Vaux          | 58207      | 58320       | Nevers                 | Varennes-Vauzelles                  | CA de Nevers                     | 31,47            | 965 (2022)                        | 31                 | modifier les données · modifier les données |
| Pazy                      | 58208      | 58800       | Clamecy                | Corbigny                            | CC Tannay-Brinon-Corbigny        | 21,99            | 293 (2022)                        | 13                 | modifier les données · modifier les données |
| Perroy                    | 58209      | 58220       | Cosne-Cours-sur-Loire  | Pouilly-sur-Loire                   | CC Cœur de Loire                 | 21,68            | 148 (2022)                        | 6,8                | modifier les données · modifier les données |
| Planchez                  | 58210      | 58230       | Château-Chinon (Ville) | Château-Chinon                      | CC Morvan Sommets et Grands Lacs | 43,65            | 308 (2022)                        | 7,1                | modifier les données · modifier les données |
| Poil                      | 58211      | 58170       | Château-Chinon (Ville) | Luzy                                | CC Bazois Loire Morvan           | 27,02            | 151 (2022)                        | 5,6                | modifier les données · modifier les données |
| Poiseux                   | 58212      | 58130       | Nevers                 | Guérigny                            | CC Les Bertranges                | 30,20            | 329 (2022)                        | 11                 | modifier les données · modifier les données |
| Pougny                    | 58213      | 58200       | Cosne-Cours-sur-Loire  | Cosne-Cours-sur-Loire               | CC Cœur de Loire                 | 19,19            | 473 (2022)                        | 25                 | modifier les données · modifier les données |
| Pougues-les-Eaux          | 58214      | 58320       | Nevers                 | Varennes-Vauzelles                  | CA de Nevers                     | 12,72            | 2 388 (2022)                      | 188                | modifier les données · modifier les données |
| Pouilly-sur-Loire         | 58215      | 58150       | Cosne-Cours-sur-Loire  | Pouilly-sur-Loire                   | CC Cœur de Loire                 | 20,28            | 1 623 (2022)                      | 80                 | modifier les données · modifier les données |
| Pouques-Lormes            | 58216      | 58140       | Clamecy                | Corbigny                            | CC Tannay-Brinon-Corbigny        | 13,96            | 142 (2022)                        | 10                 | modifier les données · modifier les données |
| Pousseaux                 | 58217      | 58500       | Clamecy                | Clamecy                             | CC Haut Nivernais - Val d'Yonne  | 11,11            | 190 (2022)                        | 17                 | modifier les données · modifier les données |
| Prémery                   | 58218      | 58700       | Cosne-Cours-sur-Loire  | La Charité-sur-Loire                | CC Les Bertranges                | 45,62            | 1 782 (2022)                      | 39                 | modifier les données · modifier les données |
| Préporché                 | 58219      | 58360       | Château-Chinon (Ville) | Luzy                                | CC Bazois Loire Morvan           | 29,89            | 209 (2022)                        | 7,0                | modifier les données · modifier les données |
| Raveau                    | 58220      | 58400       | Cosne-Cours-sur-Loire  | La Charité-sur-Loire                | CC Les Bertranges                | 35,50            | 611 (2022)                        | 17                 | modifier les données · modifier les données |
| Rémilly                   | 58221      | 58250       | Château-Chinon (Ville) | Luzy                                | CC Bazois Loire Morvan           | 36,43            | 155 (2022)                        | 4,3                | modifier les données · modifier les données |
| Rix                       | 58222      | 58500       | Clamecy                | Clamecy                             | CC Haut Nivernais - Val d'Yonne  | 3,92             | 153 (2022)                        | 39                 | modifier les données · modifier les données |
| Rouy                      | 58223      | 58110       | Nevers                 | Guérigny                            | CC Amognes Cœur du Nivernais     | 35,88            | 646 (2022)                        | 18                 | modifier les données · modifier les données |
| Ruages                    | 58224      | 58190       | Clamecy                | Clamecy                             | CC Tannay-Brinon-Corbigny        | 10,30            | 85 (2022)                         | 8,3                | modifier les données · modifier les données |
| Saincaize-Meauce          | 58225      | 58470       | Nevers                 | Nevers-3                            | CA de Nevers                     | 21,48            | 364 (2022)                        | 17                 | modifier les données · modifier les données |
| Saint-Agnan-en-Morvan     | 58226      | 58230       | Château-Chinon (Ville) | Château-Chinon                      | CC Morvan Sommets et Grands Lacs | 23,87            | 139 (2022)                        | 5,8                | modifier les données · modifier les données |
| Saint-Amand-en-Puisaye    | 58227      | 58310       | Cosne-Cours-sur-Loire  | Pouilly-sur-Loire                   | CC de Puisaye-Forterre           | 41,51            | 1 211 (2022)                      | 29                 | modifier les données · modifier les données |
| Saint-Andelain            | 58228      | 58150       | Cosne-Cours-sur-Loire  | Pouilly-sur-Loire                   | CC Cœur de Loire                 | 20,31            | 609 (2022)                        | 30                 | modifier les données · modifier les données |
| Saint-André-en-Morvan     | 58229      | 58140       | Château-Chinon (Ville) | Corbigny                            | CC Morvan Sommets et Grands Lacs | 22,82            | 310 (2022)                        | 14                 | modifier les données · modifier les données |
| Saint-Aubin-des-Chaumes   | 58230      | 58190       | Clamecy                | Clamecy                             | CC Tannay-Brinon-Corbigny        | 10,58            | 68 (2022)                         | 6,4                | modifier les données · modifier les données |
| Saint-Aubin-les-Forges    | 58231      | 58130       | Cosne-Cours-sur-Loire  | La Charité-sur-Loire                | CC Les Bertranges                | 26,34            | 379 (2022)                        | 14                 | modifier les données · modifier les données |
| Saint-Benin-d'Azy         | 58232      | 58270       | Nevers                 | Guérigny                            | CC Amognes Cœur du Nivernais     | 35,80            | 1 257 (2022)                      | 35                 | modifier les données · modifier les données |
| Saint-Benin-des-Bois      | 58233      | 58330       | Nevers                 | Guérigny                            | CC Amognes Cœur du Nivernais     | 19,40            | 193 (2022)                        | 9,9                | modifier les données · modifier les données |
| Saint-Bonnot              | 58234      | 58700       | Cosne-Cours-sur-Loire  | La Charité-sur-Loire                | CC Les Bertranges                | 16,14            | 149 (2022)                        | 9,2                | modifier les données · modifier les données |
| Saint-Brisson             | 58235      | 58230       | Château-Chinon (Ville) | Château-Chinon                      | CC Morvan Sommets et Grands Lacs | 29,82            | 252 (2022)                        | 8,5                | modifier les données · modifier les données |
| Saint-Didier              | 58237      | 58190       | Clamecy                | Clamecy                             | CC Tannay-Brinon-Corbigny        | 3,51             | 30 (2022)                         | 8,5                | modifier les données · modifier les données |
| Saint-Éloi                | 58238      | 58000       | Nevers                 | Nevers-2                            | CA de Nevers                     | 16,45            | 2 220 (2022)                      | 135                | modifier les données · modifier les données |
| Saint-Firmin              | 58239      | 58270       | Nevers                 | Guérigny                            | CC Amognes Cœur du Nivernais     | 10,40            | 152 (2022)                        | 15                 | modifier les données · modifier les données |
| Saint-Franchy             | 58240      | 58330       | Nevers                 | Guérigny                            | CC Amognes Cœur du Nivernais     | 18,63            | 80 (2022)                         | 4,3                | modifier les données · modifier les données |
| Saint-Germain-Chassenay   | 58241      | 58300       | Nevers                 | Decize                              | CC Sud Nivernais                 | 24,03            | 309 (2022)                        | 13                 | modifier les données · modifier les données |
| Saint-Germain-des-Bois    | 58242      | 58210       | Clamecy                | Clamecy                             | CC Tannay-Brinon-Corbigny        | 12,43            | 117 (2022)                        | 9,4                | modifier les données · modifier les données |
| Saint-Gratien-Savigny     | 58243      | 58340       | Château-Chinon (Ville) | Luzy                                | CC Bazois Loire Morvan           | 19,53            | 115 (2022)                        | 5,9                | modifier les données · modifier les données |
| Saint-Hilaire-en-Morvan   | 58244      | 58120       | Château-Chinon (Ville) | Château-Chinon                      | CC Morvan Sommets et Grands Lacs | 21,30            | 219 (2022)                        | 10                 | modifier les données · modifier les données |
| Saint-Hilaire-Fontaine    | 58245      | 58300       | Château-Chinon (Ville) | Luzy                                | CC Bazois Loire Morvan           | 23,37            | 171 (2022)                        | 7,3                | modifier les données · modifier les données |
| Saint-Honoré-les-Bains    | 58246      | 58360       | Château-Chinon (Ville) | Luzy                                | CC Bazois Loire Morvan           | 25,12            | 687 (2022)                        | 27                 | modifier les données · modifier les données |
| Saint-Jean-aux-Amognes    | 58247      | 58270       | Nevers                 | Guérigny                            | CC Amognes Cœur du Nivernais     | 18,02            | 526 (2022)                        | 29                 | modifier les données · modifier les données |
| Saint-Laurent-l'Abbaye    | 58248      | 58150       | Cosne-Cours-sur-Loire  | Pouilly-sur-Loire                   | CC Cœur de Loire                 | 1,41             | 216 (2022)                        | 153                | modifier les données · modifier les données |
| Saint-Léger-de-Fougeret   | 58249      | 58120       | Château-Chinon (Ville) | Château-Chinon                      | CC Morvan Sommets et Grands Lacs | 32,19            | 348 (2022)                        | 11                 | modifier les données · modifier les données |
| Saint-Léger-des-Vignes    | 58250      | 58300       | Nevers                 | Decize                              | CC Sud Nivernais                 | 9,18             | 1 669 (2022)                      | 182                | modifier les données · modifier les données |
| Saint-Loup-des-Bois       | 58251      | 58200       | Cosne-Cours-sur-Loire  | Cosne-Cours-sur-Loire               | CC Cœur de Loire                 | 17,28            | 463 (2022)                        | 27                 | modifier les données · modifier les données |
| Saint-Malo-en-Donziois    | 58252      | 58350       | Cosne-Cours-sur-Loire  | Pouilly-sur-Loire                   | CC Cœur de Loire                 | 14,81            | 142 (2022)                        | 9,6                | modifier les données · modifier les données |
| Saint-Martin-d'Heuille    | 58254      | 58130       | Nevers                 | Guérigny                            | CC Les Bertranges                | 13,36            | 556 (2022)                        | 42                 | modifier les données · modifier les données |
| Saint-Martin-du-Puy       | 58255      | 58140       | Château-Chinon (Ville) | Corbigny                            | CC Morvan Sommets et Grands Lacs | 30,70            | 288 (2022)                        | 9,4                | modifier les données · modifier les données |
| Saint-Martin-sur-Nohain   | 58256      | 58150       | Cosne-Cours-sur-Loire  | Pouilly-sur-Loire                   | CC Cœur de Loire                 | 24,03            | 377 (2022)                        | 16                 | modifier les données · modifier les données |
| Saint-Maurice             | 58257      | 58330       | Nevers                 | Guérigny                            | CC Amognes Cœur du Nivernais     | 10,39            | 54 (2022)                         | 5,2                | modifier les données · modifier les données |
| Saint-Ouen-sur-Loire      | 58258      | 58160       | Nevers                 | Imphy                               | CC Sud Nivernais                 | 23,71            | 482 (2022)                        | 20                 | modifier les données · modifier les données |
| Saint-Parize-en-Viry      | 58259      | 58300       | Nevers                 | Saint-Pierre-le-Moûtier             | CA Moulins Communauté            | 15,51            | 139 (2022)                        | 9,0                | modifier les données · modifier les données |
| Saint-Parize-le-Châtel    | 58260      | 58490       | Nevers                 | Saint-Pierre-le-Moûtier             | CC Loire et Allier               | 49,11            | 1 216 (2022)                      | 25                 | modifier les données · modifier les données |
| Saint-Père                | 58261      | 58200       | Cosne-Cours-sur-Loire  | Cosne-Cours-sur-Loire               | CC Cœur de Loire                 | 17,09            | 1 047 (2022)                      | 61                 | modifier les données · modifier les données |
| Saint-Péreuse             | 58262      | 58110       | Château-Chinon (Ville) | Château-Chinon                      | CC Morvan Sommets et Grands Lacs | 16,45            | 202 (2022)                        | 12                 | modifier les données · modifier les données |
| Saint-Pierre-du-Mont      | 58263      | 58210       | Clamecy                | Clamecy                             | CC Haut Nivernais - Val d'Yonne  | 17,57            | 163 (2022)                        | 9,3                | modifier les données · modifier les données |
| Saint-Pierre-le-Moûtier   | 58264      | 58240       | Nevers                 | Saint-Pierre-le-Moûtier             | CC du Nivernais Bourbonnais      | 47,67            | 1 828 (2022)                      | 38                 | modifier les données · modifier les données |
| Saint-Quentin-sur-Nohain  | 58265      | 58150       | Cosne-Cours-sur-Loire  | Pouilly-sur-Loire                   | CC Cœur de Loire                 | 15,98            | 98 (2022)                         | 6,1                | modifier les données · modifier les données |
| Saint-Révérien            | 58266      | 58420       | Clamecy                | Corbigny                            | CC Tannay-Brinon-Corbigny        | 18,48            | 191 (2022)                        | 10                 | modifier les données · modifier les données |
| Saint-Saulge              | 58267      | 58330       | Nevers                 | Guérigny                            | CC Amognes Cœur du Nivernais     | 25,77            | 679 (2022)                        | 26                 | modifier les données · modifier les données |
| Saint-Seine               | 58268      | 58250       | Château-Chinon (Ville) | Luzy                                | CC Bazois Loire Morvan           | 17,73            | 186 (2022)                        | 10                 | modifier les données · modifier les données |
| Saint-Sulpice             | 58269      | 58270       | Nevers                 | Guérigny                            | CC Amognes Cœur du Nivernais     | 25,71            | 418 (2022)                        | 16                 | modifier les données · modifier les données |
| Saint-Vérain              | 58270      | 58310       | Cosne-Cours-sur-Loire  | Pouilly-sur-Loire                   | CC de Puisaye-Forterre           | 24,69            | 369 (2022)                        | 15                 | modifier les données · modifier les données |
| Sainte-Colombe-des-Bois   | 58236      | 58220       | Cosne-Cours-sur-Loire  | Pouilly-sur-Loire                   | CC Cœur de Loire                 | 29,59            | 139 (2022)                        | 4,7                | modifier les données · modifier les données |
| Sainte-Marie              | 58253      | 58330       | Nevers                 | Guérigny                            | CC Amognes Cœur du Nivernais     | 15,64            | 86 (2022)                         | 5,5                | modifier les données · modifier les données |
| Saizy                     | 58271      | 58190       | Clamecy                | Clamecy                             | CC Tannay-Brinon-Corbigny        | 13,23            | 187 (2022)                        | 14                 | modifier les données · modifier les données |
| Sardy-lès-Épiry           | 58272      | 58800       | Clamecy                | Corbigny                            | CC Tannay-Brinon-Corbigny        | 15,37            | 113 (2022)                        | 7,4                | modifier les données · modifier les données |
| Sauvigny-les-Bois         | 58273      | 58160       | Nevers                 | Imphy                               | CC Loire et Allier               | 29,64            | 1 413 (2022)                      | 48                 | modifier les données · modifier les données |
| Savigny-Poil-Fol          | 58274      | 58170       | Château-Chinon (Ville) | Luzy                                | CC Bazois Loire Morvan           | 17,30            | 108 (2022)                        | 6,2                | modifier les données · modifier les données |
| Saxi-Bourdon              | 58275      | 58330       | Nevers                 | Guérigny                            | CC Amognes Cœur du Nivernais     | 18,44            | 270 (2022)                        | 15                 | modifier les données · modifier les données |
| Sémelay                   | 58276      | 58360       | Château-Chinon (Ville) | Luzy                                | CC Bazois Loire Morvan           | 33,53            | 223 (2022)                        | 6,7                | modifier les données · modifier les données |
| Sermages                  | 58277      | 58290       | Château-Chinon (Ville) | Luzy                                | CC Bazois Loire Morvan           | 22,07            | 191 (2022)                        | 8,7                | modifier les données · modifier les données |
| Sermoise-sur-Loire        | 58278      | 58000       | Nevers                 | Nevers-2                            | CA de Nevers                     | 24,88            | 1 490 (2022)                      | 60                 | modifier les données · modifier les données |
| Sichamps                  | 58279      | 58700       | Cosne-Cours-sur-Loire  | La Charité-sur-Loire                | CC Les Bertranges                | 5,90             | 175 (2022)                        | 30                 | modifier les données · modifier les données |
| Sougy-sur-Loire           | 58280      | 58300       | Nevers                 | Imphy                               | CC Sud Nivernais                 | 32,92            | 590 (2022)                        | 18                 | modifier les données · modifier les données |
| Suilly-la-Tour            | 58281      | 58150       | Cosne-Cours-sur-Loire  | Pouilly-sur-Loire                   | CC Cœur de Loire                 | 36,91            | 575 (2022)                        | 16                 | modifier les données · modifier les données |
| Surgy                     | 58282      | 58500       | Clamecy                | Clamecy                             | CC Haut Nivernais - Val d'Yonne  | 16,03            | 336 (2022)                        | 21                 | modifier les données · modifier les données |
| Taconnay                  | 58283      | 58420       | Clamecy                | Corbigny                            | CC Tannay-Brinon-Corbigny        | 8,00             | 72 (2022)                         | 9,0                | modifier les données · modifier les données |
| Talon                     | 58284      | 58190       | Clamecy                | Clamecy                             | CC Tannay-Brinon-Corbigny        | 6,27             | 40 (2022)                         | 6,4                | modifier les données · modifier les données |
| Tamnay-en-Bazois          | 58285      | 58110       | Château-Chinon (Ville) | Château-Chinon                      | CC Bazois Loire Morvan           | 10,53            | 166 (2022)                        | 16                 | modifier les données · modifier les données |
| Tannay                    | 58286      | 58190       | Clamecy                | Clamecy                             | CC Tannay-Brinon-Corbigny        | 15,36            | 546 (2022)                        | 36                 | modifier les données · modifier les données |
| Tazilly                   | 58287      | 58170       | Château-Chinon (Ville) | Luzy                                | CC Bazois Loire Morvan           | 25,81            | 184 (2022)                        | 7,1                | modifier les données · modifier les données |
| Teigny                    | 58288      | 58190       | Clamecy                | Clamecy                             | CC Tannay-Brinon-Corbigny        | 7,42             | 115 (2022)                        | 15                 | modifier les données · modifier les données |
| Ternant                   | 58289      | 58250       | Château-Chinon (Ville) | Luzy                                | CC Bazois Loire Morvan           | 19,38            | 167 (2022)                        | 8,6                | modifier les données · modifier les données |
| Thaix                     | 58290      | 58250       | Château-Chinon (Ville) | Luzy                                | CC Bazois Loire Morvan           | 20,04            | 43 (2022)                         | 2,1                | modifier les données · modifier les données |
| Thianges                  | 58291      | 58260       | Nevers                 | Imphy                               | CC Sud Nivernais                 | 12,80            | 173 (2022)                        | 14                 | modifier les données · modifier les données |
| Tintury                   | 58292      | 58110       | Château-Chinon (Ville) | Château-Chinon                      | CC Bazois Loire Morvan           | 23,28            | 161 (2022)                        | 6,9                | modifier les données · modifier les données |
| Toury-Lurcy               | 58293      | 58300       | Nevers                 | Saint-Pierre-le-Moûtier             | CC Sud Nivernais                 | 25,54            | 406 (2022)                        | 16                 | modifier les données · modifier les données |
| Toury-sur-Jour            | 58294      | 58240       | Nevers                 | Saint-Pierre-le-Moûtier             | CC du Nivernais Bourbonnais      | 24,40            | 124 (2022)                        | 5,1                | modifier les données · modifier les données |
| Tracy-sur-Loire           | 58295      | 58150       | Cosne-Cours-sur-Loire  | Pouilly-sur-Loire                   | CC Cœur de Loire                 | 23,07            | 993 (2022)                        | 43                 | modifier les données · modifier les données |
| Tresnay                   | 58296      | 58240       | Nevers                 | Saint-Pierre-le-Moûtier             | CC du Nivernais Bourbonnais      | 18,15            | 132 (2022)                        | 7,3                | modifier les données · modifier les données |
| Trois-Vèvres              | 58297      | 58260       | Nevers                 | Imphy                               | CC Amognes Cœur du Nivernais     | 7,65             | 243 (2022)                        | 32                 | modifier les données · modifier les données |
| Tronsanges                | 58298      | 58400       | Cosne-Cours-sur-Loire  | La Charité-sur-Loire                | CC Les Bertranges                | 8,58             | 398 (2022)                        | 46                 | modifier les données · modifier les données |
| Trucy-l'Orgueilleux       | 58299      | 58460       | Clamecy                | Clamecy                             | CC Haut Nivernais - Val d'Yonne  | 13,54            | 218 (2022)                        | 16                 | modifier les données · modifier les données |
| Urzy                      | 58300      | 58130       | Nevers                 | Guérigny                            | CC Les Bertranges                | 23,41            | 1 735 (2022)                      | 74                 | modifier les données · modifier les données |
| Vandenesse                | 58301      | 58290       | Château-Chinon (Ville) | Luzy                                | CC Bazois Loire Morvan           | 32,49            | 293 (2022)                        | 9,0                | modifier les données · modifier les données |
| Varennes-lès-Narcy        | 58302      | 58400       | Cosne-Cours-sur-Loire  | La Charité-sur-Loire                | CC Les Bertranges                | 18,33            | 909 (2022)                        | 50                 | modifier les données · modifier les données |
| Varennes-Vauzelles        | 58303      | 58640       | Nevers                 | Varennes-Vauzelles                  | CA de Nevers                     | 33,99            | 9 166 (2022)                      | 270                | modifier les données · modifier les données |
| Varzy                     | 58304      | 58210       | Clamecy                | Clamecy                             | CC Haut Nivernais - Val d'Yonne  | 41,18            | 1 066 (2022)                      | 26                 | modifier les données · modifier les données |
| Vauclaix                  | 58305      | 58140       | Clamecy                | Corbigny                            | CC Tannay-Brinon-Corbigny        | 14,39            | 135 (2022)                        | 9,4                | modifier les données · modifier les données |
| Vaux d'Amognes            | 58204      | 58130       | Nevers                 | Guérigny                            | CC Amognes Cœur du Nivernais     | 37,84            | 528 (2022)                        | 14                 | modifier les données · modifier les données |
| Verneuil                  | 58306      | 58300       | Nevers                 | Decize                              | CC Sud Nivernais                 | 26,86            | 276 (2022)                        | 10                 | modifier les données · modifier les données |
| Vielmanay                 | 58307      | 58150       | Cosne-Cours-sur-Loire  | Pouilly-sur-Loire                   | CC Cœur de Loire                 | 21,33            | 175 (2022)                        | 8,2                | modifier les données · modifier les données |
| Vignol                    | 58308      | 58190       | Clamecy                | Clamecy                             | CC Tannay-Brinon-Corbigny        | 8,97             | 61 (2022)                         | 6,8                | modifier les données · modifier les données |
| Villapourçon              | 58309      | 58370       | Château-Chinon (Ville) | Luzy                                | CC Bazois Loire Morvan           | 50,43            | 411 (2022)                        | 8,1                | modifier les données · modifier les données |
| Ville-Langy               | 58311      | 58270       | Nevers                 | Guérigny                            | CC Amognes Cœur du Nivernais     | 26,86            | 237 (2022)                        | 8,8                | modifier les données · modifier les données |
| Villiers-le-Sec           | 58310      | 58210       | Clamecy                | Clamecy                             | CC Haut Nivernais - Val d'Yonne  | 1,38             | 49 (2022)                         | 36                 | modifier les données · modifier les données |
| Villiers-sur-Yonne        | 58312      | 58500       | Clamecy                | Clamecy                             | CC Haut Nivernais - Val d'Yonne  | 15,86            | 272 (2022)                        | 17                 | modifier les données · modifier les données |
| Vitry-Laché               | 58313      | 58420       | Clamecy                | Corbigny                            | CC Tannay-Brinon-Corbigny        | 20,83            | 101 (2022)                        | 4,8                | modifier les données · modifier les données |
| Nièvre                    | 58         |             |                        |                                     |                                  | 6 817,00         | 202 299 (2022)                    | 30                 | modifier les données                        |